# Interlands Liechtensteins voetbalelftal 2010-2019
Deze pagina toont een chronologisch en gedetailleerd overzicht van de interlands die het Liechtensteins voetbalelftal speelde in de periode 2010 – 2019.

## Interlands

### 2010
|                                                                  |                    |       |                       |                                                                                        |
| 11 augustus Vriendschappelijk № 115 «onderlinge duels» 20:30 uur | IJsland            | 1 – 1 | Liechtenstein         | Laugardalsvöllur, Reykjavík Toeschouwers: 3.327 Scheidsrechter: Anthony Buttimer (IRL) |
| 11 augustus Vriendschappelijk № 115 «onderlinge duels» 20:30 uur | Rúrik Gíslason 20' |       | 69' Michael Stocklasa | Laugardalsvöllur, Reykjavík Toeschouwers: 3.327 Scheidsrechter: Anthony Buttimer (IRL) |

|                                                                        |               |                                                                         |        |                                                                                   |
| 3 september EK-kwalificatie Groep I № 116 «onderlinge duels» 20:45 uur | Liechtenstein | 0 – 4                                                                   | Spanje | Rheinparkstadion, Vaduz Toeschouwers: 6.127 Scheidsrechter: Bülent Yıldırım (TUR) |
| 3 september EK-kwalificatie Groep I № 116 «onderlinge duels» 20:45 uur |               | 17' Fernando Torres 26' David Villa 54' Fernando Torres 61' David Villa |        | Rheinparkstadion, Vaduz Toeschouwers: 6.127 Scheidsrechter: Bülent Yıldırım (TUR) |

|                                                                        |                                      |       |                 |                                                                                  |
| 7 september EK-kwalificatie Groep I № 117 «onderlinge duels» 20:00 uur | Schotland                            | 2 – 1 | Liechtenstein   | Hampden Park, Glasgow Toeschouwers: 37.050 Scheidsrechter: Viktor Sjvetsov (UKR) |
| 7 september EK-kwalificatie Groep I № 117 «onderlinge duels» 20:00 uur | Kenny Miller 63' Steve McManus 90+6' |       | 47' Mario Frick | Hampden Park, Glasgow Toeschouwers: 37.050 Scheidsrechter: Viktor Sjvetsov (UKR) |

|                                                                       |               |                                   |          |                                                                                      |
| 12 oktober EK-kwalificatie Groep I № 118 «onderlinge duels» 20:00 uur | Liechtenstein | 0 – 2                             | Tsjechië | Rheinparkstadion, Vaduz Toeschouwers: 2.555 Scheidsrechter: Stanislav Soechina (RUS) |
| 12 oktober EK-kwalificatie Groep I № 118 «onderlinge duels» 20:00 uur |               | 12' Tomáš Necid 29' Václav Kadlec |          | Rheinparkstadion, Vaduz Toeschouwers: 2.555 Scheidsrechter: Stanislav Soechina (RUS) |

|                                                                  |                                 |       |                 |                                                                                      |
| 17 november Vriendschappelijk № 119 «onderlinge duels» 16:45 uur | Estland                         | 1 – 1 | Liechtenstein   | A. Le Coq Arena, Tallinn Toeschouwers: 1.909 Scheidsrechter: Aleksandr Gvardis (RUS) |
| 17 november Vriendschappelijk № 119 «onderlinge duels» 16:45 uur | Konstantin Vassiljev 57' (pen.) |       | 35' Mario Frick | A. Le Coq Arena, Tallinn Toeschouwers: 1.909 Scheidsrechter: Aleksandr Gvardis (RUS) |

### 2011
|                                                                 |            |                       |               |                                                                                |
| 9 februari Vriendschappelijk № 120 «onderlinge duels» 20:30 uur | San Marino | 0 – 1                 | Liechtenstein | Stadio Olimpico, Serravalle Toeschouwers: 147 Scheidsrechter: Luca Banti (ITA) |
| 9 februari Vriendschappelijk № 120 «onderlinge duels» 20:30 uur |            | 57' Michele Polverino |               | Stadio Olimpico, Serravalle Toeschouwers: 147 Scheidsrechter: Luca Banti (ITA) |

|                                                                     |                                  |       |               | |
| 29 maart EK-kwalificatie Groep I № 121 «onderlinge duels» 17:30 uur | Tsjechië                         | 2 – 0 | Liechtenstein | Stadion Střelecký ostrov, České Budějovice Toeschouwers: 6.600 Scheidsrechter: Ovidiu Haţegan (ROM) |
| 29 maart EK-kwalificatie Groep I № 121 «onderlinge duels» 17:30 uur | Milan Baroš 3' Michal Kadlec 70' |       |               | Stadion Střelecký ostrov, České Budějovice Toeschouwers: 6.600 Scheidsrechter: Ovidiu Haţegan (ROM) |

|                                                                   |                                        |       |          |                                                                                   |
| 3 juni EK-kwalificatie Groep I № 122 «onderlinge duels» 20:00 uur | Liechtenstein                          | 2 – 0 | Litouwen | Rheinparkstadion, Vaduz Toeschouwers: 1.886 Scheidsrechter: Artjom Koetsjin (KAZ) |
| 3 juni EK-kwalificatie Groep I № 122 «onderlinge duels» 20:00 uur | Philippe Erne 7' Michele Polverino 36' |       |          | Rheinparkstadion, Vaduz Toeschouwers: 1.886 Scheidsrechter: Artjom Koetsjin (KAZ) |

|                                                                  |                      |       |                                               |                                                                               |
| 10 augustus Vriendschappelijk № 123 «onderlinge duels» 20:15 uur | Liechtenstein        | 1 – 2 | Zwitserland                                   | Rheinparkstadion, Vaduz Toeschouwers: 5.444 Scheidsrechter: René Eisner (AUT) |
| 10 augustus Vriendschappelijk № 123 «onderlinge duels» 20:15 uur | Marco Ritzberger 51' |       | 15' Eren Derdiyok 34' (e.d.) Martin Stocklasa | Rheinparkstadion, Vaduz Toeschouwers: 5.444 Scheidsrechter: René Eisner (AUT) |

|                                                                        |          |       |               | |
| 2 september EK-kwalificatie Groep I № 124 «onderlinge duels» 20:00 uur | Litouwen | 0 – 0 | Liechtenstein | S. Dariaus- en S. Girėnostadion, Kaunas Toeschouwers: 3.500 Scheidsrechter: Ken Henry Johnsen (NOR) |
| 2 september EK-kwalificatie Groep I № 124 «onderlinge duels» 20:00 uur |          |       |               | S. Dariaus- en S. Girėnostadion, Kaunas Toeschouwers: 3.500 Scheidsrechter: Ken Henry Johnsen (NOR) |

|                                                                        | |       |               |                                                                                       |
| 6 september EK-kwalificatie Groep I № 125 «onderlinge duels» 21:00 uur | Spanje | 6 – 0 | Liechtenstein | Estadio Las Gaunas, Logroño Toeschouwers: 15.660 Scheidsrechter: Harald Lechner (AUT) |
| 6 september EK-kwalificatie Groep I № 125 «onderlinge duels» 21:00 uur | Álvaro Negredo 33' Álvaro Negredo 37' Xavi Hernández 44' Sergio Ramos 52' David Villa 59' David Villa 79' |       |               | Estadio Las Gaunas, Logroño Toeschouwers: 15.660 Scheidsrechter: Harald Lechner (AUT) |

|                                                                      |               |                         |           |                                                                                    |
| 8 oktober EK-kwalificatie Groep I № 126 «onderlinge duels» 18:30 uur | Liechtenstein | 0 – 1                   | Schotland | Rheinparkstadion, Vaduz Toeschouwers: 5.636 Scheidsrechter: Tom Harald Hagen (NOR) |
| 8 oktober EK-kwalificatie Groep I № 126 «onderlinge duels» 18:30 uur |               | 32' Craig Mackail-Smith |           | Rheinparkstadion, Vaduz Toeschouwers: 5.636 Scheidsrechter: Tom Harald Hagen (NOR) |

|                                                                  |                                                                                                 |       |               |                                                                                           |
| 15 november Vriendschappelijk № 127 «onderlinge duels» 19:30 uur | Hongarije                                                                                       | 5 – 0 | Liechtenstein | Ferenc Puskásstadion, Boedapest Toeschouwers: 20.000 Scheidsrechter: Cristian Balaj (ROM) |
| 15 november Vriendschappelijk № 127 «onderlinge duels» 19:30 uur | Tamás Priskin 10' Tamás Priskin 20' Balázs Dzsudzsák 76' Vladimir Koman 79' Robert Feczesin 89' |       |               | Ferenc Puskásstadion, Boedapest Toeschouwers: 20.000 Scheidsrechter: Cristian Balaj (ROM) |

### 2012
|                                                        |                                       |       |                   |                                                                                 |
| 29 februari Vriendschappelijk № 128 «onderlinge duels» | Malta                                 | 2 – 1 | Liechtenstein     | Ta' Qalistadion, Ta' Qali Toeschouwers: 4.000 Scheidsrechter: Mark Whitby (WAL) |
| 29 februari Vriendschappelijk № 128 «onderlinge duels» | Michael Mifsud 54' Michael Mifsud 63' |       | 48' Martin Büchel | Ta' Qalistadion, Ta' Qali Toeschouwers: 4.000 Scheidsrechter: Mark Whitby (WAL) |

|                                                        |                      |       |         |                                                                                  |
| 14 augustus Vriendschappelijk № 129 «onderlinge duels» | Liechtenstein        | 1 – 0 | Andorra | Rheinparkstadion, Vaduz Toeschouwers: 847 Scheidsrechter: Stephan Klossner (SUI) |
| 14 augustus Vriendschappelijk № 129 «onderlinge duels» | Nicolas Hasler 45+1' |       |         | Rheinparkstadion, Vaduz Toeschouwers: 847 Scheidsrechter: Stephan Klossner (SUI) |

|                                                                        |                      |       | |                                                                              |
| 7 september WK-kwalificatie Groep G № 130 «onderlinge duels» 19:00 uur | Liechtenstein        | 1 – 8 | Bosnië en Her. | Rheinparkstadion, Vaduz Toeschouwers: 5.900 Scheidsrechter: Marco Borg (MLT) |
| 7 september WK-kwalificatie Groep G № 130 «onderlinge duels» 19:00 uur | Mathias Christen 61' |       | 26' Zvjezdan Misimović 31' Zvjezdan Misimović 33' Vedad Ibišević 40' Vedad Ibišević 46' Edin Džeko 64' Edin Džeko 81' Edin Džeko 83' Vedad Ibišević | Rheinparkstadion, Vaduz Toeschouwers: 5.900 Scheidsrechter: Marco Borg (MLT) |

|                                                                         |                                     |       |               |                                                                                    |
| 11 september WK-kwalificatie Groep G № 131 «onderlinge duels» 20:15 uur | Slowakije                           | 2 – 0 | Liechtenstein | Štadión Pasienky, Bratislava Toeschouwers: 4.500 Scheidsrechter: Simon Evans (WAL) |
| 11 september WK-kwalificatie Groep G № 131 «onderlinge duels» 20:15 uur | Marek Sapara 36' Martin Jakubko 78' |       |               | Štadión Pasienky, Bratislava Toeschouwers: 4.500 Scheidsrechter: Simon Evans (WAL) |

|                                                             |               |                                               |          |                                                                               |
| 12 oktober WK-kwalificatie Groep G № 132 «onderlinge duels» | Liechtenstein | 0 – 2                                         | Litouwen | Rheinparkstadion, Vaduz Toeschouwers: 700 Scheidsrechter: Slavko Vinčić (SLO) |
| 12 oktober WK-kwalificatie Groep G № 132 «onderlinge duels» |               | 51' Edgaras Česnauskis 75' Edgaras Česnauskis |          | Rheinparkstadion, Vaduz Toeschouwers: 700 Scheidsrechter: Slavko Vinčić (SLO) |

|                                                                       |                                         |       |               |                                                                             |
| 16 oktober WK-kwalificatie Groep G № 133 «onderlinge duels» 18:00 uur | Letland                                 | 2 – 0 | Liechtenstein | Skontostadion, Riga Toeschouwers: 4.073 Scheidsrechter: István Kovács (ROM) |
| 16 oktober WK-kwalificatie Groep G № 133 «onderlinge duels» 18:00 uur | Vladimirs Kamešs 29' Edgars Gauračs 77' |       |               | Skontostadion, Riga Toeschouwers: 4.073 Scheidsrechter: István Kovács (ROM) |

|                                                                  |               |                      |       |                                                                               |
| 14 november Vriendschappelijk № 134 «onderlinge duels» 19:30 uur | Liechtenstein | 0 – 1                | Malta | Rheinparkstadion, Vaduz Toeschouwers: 650 Scheidsrechter: Nikolaj Hänni (SUI) |
| 14 november Vriendschappelijk № 134 «onderlinge duels» 19:30 uur |               | 38' Jonathan Caruana |       | Rheinparkstadion, Vaduz Toeschouwers: 650 Scheidsrechter: Nikolaj Hänni (SUI) |

### 2013
|                                                                 |                          |       |               |                                                                                |
| 6 februari Vriendschappelijk № 135 «onderlinge duels» 15:00 uur | Azerbeidzjan             | 1 – 0 | Liechtenstein | Zabeelstadion, Dubai Toeschouwers: 3.000 Scheidsrechter: Abdulla Alzaabi (UAE) |
| 6 februari Vriendschappelijk № 135 «onderlinge duels» 15:00 uur | Vaqif Cavadov 75' (pen.) |       |               | Zabeelstadion, Dubai Toeschouwers: 3.000 Scheidsrechter: Abdulla Alzaabi (UAE) |

|                                                                     |                       |       |                      |                                                                                |
| 22 maart WK-kwalificatie Groep G № 136 «onderlinge duels» 19:30 uur | Liechtenstein         | 1 – 1 | Letland              | Rheinparkstadion, Vaduz Toeschouwers: 1.200 Scheidsrechter: Kevin Clancy (SCO) |
| 22 maart WK-kwalificatie Groep G № 136 «onderlinge duels» 19:30 uur | Michele Polverino 17' |       | 30' Aleksandrs Cauņa | Rheinparkstadion, Vaduz Toeschouwers: 1.200 Scheidsrechter: Kevin Clancy (SCO) |

|                                                             |                                    |       |               |                                                                                          |
| 4 juni Vriendschappelijk № 137 «onderlinge duels» 20:00 uur | Polen                              | 2 – 0 | Liechtenstein | Józef Piłsudskistadion, Krakau Toeschouwers: 6.000 Scheidsrechter: Sergej Karasjov (RUS) |
| 4 juni Vriendschappelijk № 137 «onderlinge duels» 20:00 uur | Artur Sobiech 53' Maciej Rybus 72' |       |               | Józef Piłsudskistadion, Krakau Toeschouwers: 6.000 Scheidsrechter: Sergej Karasjov (RUS) |

|                                                         |                  |       |                |                                                                                        |
| 7 juni WK-kwalificatie Groep G № 138 «onderlinge duels» | Liechtenstein    | 1 – 1 | Slowakije      | Rheinparkstadion, Vaduz Toeschouwers: 1.623 Scheidsrechter: Markus Strömbergsson (ZWE) |
| 7 juni WK-kwalificatie Groep G № 138 «onderlinge duels» | Marco Büchel 13' |       | 73' Ján Ďurica | Rheinparkstadion, Vaduz Toeschouwers: 1.623 Scheidsrechter: Markus Strömbergsson (ZWE) |

|                                                                  |                                            |       |                                                          |                                                                                |
| 14 augustus Vriendschappelijk № 139 «onderlinge duels» 20:15 uur | Liechtenstein                              | 2 – 3 | Kroatië                                                  | Rheinparkstadion, Vaduz Toeschouwers: 2.800 Scheidsrechter: Sascha Amhof (SUI) |
| 14 augustus Vriendschappelijk № 139 «onderlinge duels» 20:15 uur | Mathias Christen 31' Michele Polverino 71' |       | 20' Eduardo da Silva 68' Ante Rebić 86' Eduardo da Silva | Rheinparkstadion, Vaduz Toeschouwers: 2.800 Scheidsrechter: Sascha Amhof (SUI) |

|                                                                        |               |                      |             |                                                                                     |
| 6 september WK-kwalificatie Groep G № 140 «onderlinge duels» 20:45 uur | Liechtenstein | 0 – 1                | Griekenland | Rheinparkstadion, Vaduz Toeschouwers: 2.680 Scheidsrechter: Stanislav Todorov (BUL) |
| 6 september WK-kwalificatie Groep G № 140 «onderlinge duels» 20:45 uur |               | 72' Kostas Mitroglou |             | Rheinparkstadion, Vaduz Toeschouwers: 2.680 Scheidsrechter: Stanislav Todorov (BUL) |

|                                                               |                                               |       |               |                                                                                     |
| 10 september WK-kwalificatie Groep G № 141 «onderlinge duels» | Litouwen                                      | 2 – 0 | Liechtenstein | Sūduvastadion, Marijampolė Toeschouwers: 1.955 Scheidsrechter: Lasha Silagava (GEO) |
| 10 september WK-kwalificatie Groep G № 141 «onderlinge duels» | Deivydas Matulevičius 18' Tadas Kijanskas 40' |       |               | Sūduvastadion, Marijampolė Toeschouwers: 1.955 Scheidsrechter: Lasha Silagava (GEO) |

|                                                                       |                                                                         |       |                    |                                                                                  |
| 11 oktober WK-kwalificatie Groep G № 142 «onderlinge duels» 20:00 uur | Bosnië en Herz.                                                         | 4 – 1 | Liechtenstein      | Bilino Polje, Zenica Toeschouwers: 11.000 Scheidsrechter: Richard Liesveld (NED) |
| 11 oktober WK-kwalificatie Groep G № 142 «onderlinge duels» 20:00 uur | Edin Džeko 27' Zvjezdan Misimović 34' Vedad Ibišević 38' Edin Džeko 39' |       | 61' Nicolas Hasler | Bilino Polje, Zenica Toeschouwers: 11.000 Scheidsrechter: Richard Liesveld (NED) |

|                                                                       |                                                |       |               |                                                                                               |
| 15 oktober WK-kwalificatie Groep G № 143 «onderlinge duels» 19:00 uur | Griekenland                                    | 2 – 0 | Liechtenstein | Georgios Karaiskákisstadion, Piraeus Toeschouwers: 16.086 Scheidsrechter: Libor Kovařík (CZE) |
| 15 oktober WK-kwalificatie Groep G № 143 «onderlinge duels» 19:00 uur | Dimitrios Salpigidis 7' Giorgos Karagounis 81' |       |               | Georgios Karaiskákisstadion, Piraeus Toeschouwers: 16.086 Scheidsrechter: Libor Kovařík (CZE) |

|                                                                  |               |                                                     |         |                                                                              |
| 19 november Vriendschappelijk № 144 «onderlinge duels» 19:00 uur | Liechtenstein | 0 – 3                                               | Estland | Rheinparkstadion, Vaduz Toeschouwers: 684 Scheidsrechter: Chris Reisch (LUX) |
| 19 november Vriendschappelijk № 144 «onderlinge duels» 19:00 uur |               | 45+1' Sergei Zenjov 61' Henri Anier 63' Henri Anier |         | Rheinparkstadion, Vaduz Toeschouwers: 684 Scheidsrechter: Chris Reisch (LUX) |

### 2014
|                                                    |                                                 |       |               |                                                                                           |
| 5 maart Vriendschappelijk № 145 «onderlinge duels» | Georgië                                         | 2 – 0 | Liechtenstein | Micheil Meschistadion, Tbilisi Toeschouwers: 6.000 Scheidsrechter: Andris Treimanis (LAT) |
| 5 maart Vriendschappelijk № 145 «onderlinge duels» | Giorgi Tsjantoeria 25' Jano Ananidze 46' (pen.) |       |               | Micheil Meschistadion, Tbilisi Toeschouwers: 6.000 Scheidsrechter: Andris Treimanis (LAT) |

|                                                   |                     |       | |                                                                                 |
| 21 mei Vriendschappelijk № 146 «onderlinge duels» | Liechtenstein       | 1 – 5 | Wit-Rusland                                                                                          | Rheinparkstadion, Vaduz Toeschouwers: 750 Scheidsrechter: Laurent Kopriwa (LUX) |
| 21 mei Vriendschappelijk № 146 «onderlinge duels» | Franz Burgmeier 78' |       | 13' Mihail Hardzeichuk 15' Sjarhej Kisljak 23' Syarhey Kryvets 58' Pavel Savitski 67' Pavel Savitski | Rheinparkstadion, Vaduz Toeschouwers: 750 Scheidsrechter: Laurent Kopriwa (LUX) |

|                                                        |                                                     |       |               |                                                                              |
| 4 september Vriendschappelijk № 147 «onderlinge duels» | Bosnië en Herz.                                     | 3 – 0 | Liechtenstein | Tušanjstadion, Tuzla Toeschouwers: 8.000 Scheidsrechter: Danilo Grujić (SRB) |
| 4 september Vriendschappelijk № 147 «onderlinge duels» | Vedad Ibišević 2' Vedad Ibišević 14' Edin Džeko 24' |       |               | Tušanjstadion, Tuzla Toeschouwers: 8.000 Scheidsrechter: Danilo Grujić (SRB) |

|                                                              |                                                                                           |       |               |                                                                                      |
| 8 september EK-kwalificatie Groep G № 148 «onderlinge duels» | Rusland                                                                                   | 4 – 0 | Liechtenstein | Arena Chimki, Chimki Toeschouwers: 11.236 Scheidsrechter: Sébastien Delferière (BEL) |
| 8 september EK-kwalificatie Groep G № 148 «onderlinge duels» | Martin Büchel 4' (e.d.) Franz Burgmeier 50' (e.d.) Dmitri Kombarov 54' Artjom Dzjoeba 65' |       |               | Arena Chimki, Chimki Toeschouwers: 11.236 Scheidsrechter: Sébastien Delferière (BEL) |

|                                                                      |               |       |            |                                                                               |
| 9 oktober EK-kwalificatie Groep G № 149 «onderlinge duels» 20:45 uur | Liechtenstein | 0 – 0 | Montenegro | Rheinparkstadion, Vaduz Toeschouwers: 2.790 Scheidsrechter: Simon Evans (WAL) |
| 9 oktober EK-kwalificatie Groep G № 149 «onderlinge duels» 20:45 uur |               |       |            | Rheinparkstadion, Vaduz Toeschouwers: 2.790 Scheidsrechter: Simon Evans (WAL) |

|                                                                       |                                   |       |               |                                                                                   |
| 12 oktober EK-kwalificatie Groep G № 150 «onderlinge duels» 20:45 uur | Zweden                            | 2 – 0 | Liechtenstein | Friends Arena, Solna Toeschouwers: 22.528 Scheidsrechter: Gediminas Mažeika (LTU) |
| 12 oktober EK-kwalificatie Groep G № 150 «onderlinge duels» 20:45 uur | Erkan Zengin 34' Jimmy Durmaz 46' |       |               | Friends Arena, Solna Toeschouwers: 22.528 Scheidsrechter: Gediminas Mažeika (LTU) |

|                                                              |          |                     |               |                                                                                         |
| 15 november EK-kwalificatie Groep G № 151 «onderlinge duels» | Moldavië | 0 – 1               | Liechtenstein | Stadionul Zimbru, Chișinău Toeschouwers: 6.843 Scheidsrechter: Mattias Gestranius (FIN) |
| 15 november EK-kwalificatie Groep G № 151 «onderlinge duels» |          | 74' Franz Burgmeier |               | Stadionul Zimbru, Chișinău Toeschouwers: 6.843 Scheidsrechter: Mattias Gestranius (FIN) |

### 2015
|                                                                     |               |                                                                                              |            |                                                                                |
| 27 maart EK-kwalificatie Groep G № 152 «onderlinge duels» 20:45 uur | Liechtenstein | 0 – 5                                                                                        | Oostenrijk | Rheinparkstadion, Vaduz Toeschouwers: 6.127 Scheidsrechter: Felix Zwayer (GER) |
| 27 maart EK-kwalificatie Groep G № 152 «onderlinge duels» 20:45 uur |               | 14' Martin Harnik 16' Marc Janko 59' David Alaba 74' Zlatko Junuzović 90+3' Marko Arnautović |            | Rheinparkstadion, Vaduz Toeschouwers: 6.127 Scheidsrechter: Felix Zwayer (GER) |

|                                                               |                     |       |            |                                                                                       |
| 31 maart Vriendschappelijk № 153 «onderlinge duels» 15:00 uur | Liechtenstein       | 1 – 0 | San Marino | Sportpark Eschen/Mauren, Eschen Toeschouwers: 450 Scheidsrechter: Nikolaj Hänni (SUI) |
| 31 maart Vriendschappelijk № 153 «onderlinge duels» 15:00 uur | Daniel Kaufmann 29' |       |            | Sportpark Eschen/Mauren, Eschen Toeschouwers: 450 Scheidsrechter: Nikolaj Hänni (SUI) |

|                                                    |                                                             |       |               |                                                                               |
| 10 juni Vriendschappelijk № 154 «onderlinge duels» | Zwitserland                                                 | 3 – 0 | Liechtenstein | Stockhorn Arena, Thun Toeschouwers: 8.100 Scheidsrechter: Richard Trutz (SVK) |
| 10 juni Vriendschappelijk № 154 «onderlinge duels» | Blerim Džemaili 29' Xherdan Shaqiri 60' Blerim Džemaili 68' |       |               | Stockhorn Arena, Thun Toeschouwers: 8.100 Scheidsrechter: Richard Trutz (SVK) |

|                                                                    |                   |       |                     |                                                                                 |
| 14 juni EK-kwalificatie Groep G № 155 «onderlinge duels» 18:00 uur | Liechtenstein     | 1 – 1 | Moldavië            | Rheinparkstadion, Vaduz Toeschouwers: 2.080 Scheidsrechter: Libor Kovařik (CZE) |
| 14 juni EK-kwalificatie Groep G № 155 «onderlinge duels» 18:00 uur | Sandro Wieser 21' |       | 44' Gheorghe Boghiu | Rheinparkstadion, Vaduz Toeschouwers: 2.080 Scheidsrechter: Libor Kovařik (CZE) |

|                                                                        |                                      |       |               |                                                                                    |
| 5 september EK-kwalificatie Groep G № 156 «onderlinge duels» 20:45 uur | Montenegro                           | 2 – 0 | Liechtenstein | Pod Goricomstadion, Podgorica Toeschouwers: 0 Scheidsrechter: Javier Estrada (ESP) |
| 5 september EK-kwalificatie Groep G № 156 «onderlinge duels» 20:45 uur | Fatos Bećiraj 38' Stevan Jovetić 56' |       |               | Pod Goricomstadion, Podgorica Toeschouwers: 0 Scheidsrechter: Javier Estrada (ESP) |

|                                                                        |               | |         |                                                                                 |
| 8 september EK-kwalificatie Groep G № 157 «onderlinge duels» 20:45 uur | Liechtenstein | 0 – 7 | Rusland | Rheinparkstadion, Vaduz Toeschouwers: 2.874 Scheidsrechter: Robert Madden (SCO) |
| 8 september EK-kwalificatie Groep G № 157 «onderlinge duels» 20:45 uur |               | 21' Artjom Dzjoeba 40' (pen.) Aleksandr Kokorin 45' Artjom Dzjoeba 73' Artjom Dzjoeba 77' Fjodor Smolov 85' Alan Dzagojev 90' Artjom Dzjoeba |         | Rheinparkstadion, Vaduz Toeschouwers: 2.874 Scheidsrechter: Robert Madden (SCO) |

|                                                                      |               |                                        |        |                                                                               |
| 9 oktober EK-kwalificatie Groep G № 158 «onderlinge duels» 20:45 uur | Liechtenstein | 0 – 2                                  | Zweden | Rheinparkstadion, Vaduz Toeschouwers: 4.740 Scheidsrechter: Liran Liany (ISR) |
| 9 oktober EK-kwalificatie Groep G № 158 «onderlinge duels» 20:45 uur |               | 18' Marcus Berg 55' Zlatan Ibrahimović |        | Rheinparkstadion, Vaduz Toeschouwers: 4.740 Scheidsrechter: Liran Liany (ISR) |

|                                                                       |            |                                        |               |                                                                               |
| 12 oktober EK-kwalificatie Groep G № 159 «onderlinge duels» 18:00 uur | Oostenrijk | 3 – 0                                  | Liechtenstein | Rheinparkstadion, Vaduz Toeschouwers: 4.740 Scheidsrechter: Liran Liany (ISR) |
| 12 oktober EK-kwalificatie Groep G № 159 «onderlinge duels» 18:00 uur |            | 18' Marcus Berg 55' Zlatan Ibrahimović |               | Rheinparkstadion, Vaduz Toeschouwers: 4.740 Scheidsrechter: Liran Liany (ISR) |

### 2016
|                                                               |           |       |               |                                                                                   |
| 23 maart Vriendschappelijk № 160 «onderlinge duels» 20:00 uur | Gibraltar | 0 – 0 | Liechtenstein | Victoriastadion, Gibraltar Toeschouwers: 1.700 Scheidsrechter: Ryan Stewart (WAL) |
| 23 maart Vriendschappelijk № 160 «onderlinge duels» 20:00 uur |           |       |               | Victoriastadion, Gibraltar Toeschouwers: 1.700 Scheidsrechter: Ryan Stewart (WAL) |

|                                                               |                                                                      |       |                                         |                                                                                                  |
| 28 maart Vriendschappelijk № 161 «onderlinge duels» 19:00 uur | Faeröer                                                              | 3 – 2 | Liechtenstein                           | Estadio Municipal de Marbella, Marbella Toeschouwers: 50 Scheidsrechter: Jésus Gil Manzano (ESP) |
| 28 maart Vriendschappelijk № 161 «onderlinge duels» 19:00 uur | Brandur Hendriksson 6' Jóan Símun Edmundsson 43' Sølvi Vatnhamar 58' |       | 73' Robin Gubser 90+3' Sandro Wolfinger | Estadio Municipal de Marbella, Marbella Toeschouwers: 50 Scheidsrechter: Jésus Gil Manzano (ESP) |

|                                                             |                                                                                          |       |               |                                                                                     |
| 6 juni Vriendschappelijk № 162 «onderlinge duels» 20:30 uur | IJsland                                                                                  | 4 – 0 | Liechtenstein | Laugardalsvöllur, Reykjavík Toeschouwers: 8.401 Scheidsrechter: Marcin Borski (POL) |
| 6 juni Vriendschappelijk № 162 «onderlinge duels» 20:30 uur | Kolbeinn Sigþórsson 11' Birkir Sævarsson 21' Alfreð Finnbogason 42' Eiður Guðjohnsen 83' |       |               | Laugardalsvöllur, Reykjavík Toeschouwers: 8.401 Scheidsrechter: Marcin Borski (POL) |

|                                                                  | |       |               |                                                                                          |
| 31 augustus Vriendschappelijk № 163 «onderlinge duels» 20:00 uur | Denemarken                                                                                         | 5 – 0 | Liechtenstein | CASA Arena Horsens, Horsens Toeschouwers: 8.004 Scheidsrechter: Þóroddur Hjaltalín (ISL) |
| 31 augustus Vriendschappelijk № 163 «onderlinge duels» 20:00 uur | Martin Jørgensen 30' Martin Jørgensen 33' Andreas Cornelius 49' Viktor Fischer 61' Jens Larsen 84' |       |               | CASA Arena Horsens, Horsens Toeschouwers: 8.004 Scheidsrechter: Þóroddur Hjaltalín (ISL) |

|                                                                        | |       |               |                                                                                        |
| 5 september WK-kwalificatie Groep G № 164 «onderlinge duels» 20:45 uur | Spanje | 8 – 0 | Liechtenstein | Estadio Reino de León, León Toeschouwers: 11.000 Scheidsrechter: Simon Lee Evans (WAL) |
| 5 september WK-kwalificatie Groep G № 164 «onderlinge duels» 20:45 uur | Diego Costa 10' Sergi Roberto 55' David Silva 59' Vitolo 60' Diego Costa 66' Álvaro Morata 82' Álvaro Morata 83' David Silva 90+1' |       |               | Estadio Reino de León, León Toeschouwers: 11.000 Scheidsrechter: Simon Lee Evans (WAL) |

|                                                                      |               |                                        |         |                                                                                |
| 6 oktober WK-kwalificatie Groep G № 165 «onderlinge duels» 20:45 uur | Liechtenstein | 0 – 2                                  | Albanië | Rheinparkstadion, Vaduz Toeschouwers: 5.864 Scheidsrechter: Tamás Bognár (HUN) |
| 6 oktober WK-kwalificatie Groep G № 165 «onderlinge duels» 20:45 uur |               | 11' (e.d.) Peter Jehle 71' Bekim Balaj |         | Rheinparkstadion, Vaduz Toeschouwers: 5.864 Scheidsrechter: Tamás Bognár (HUN) |

|                                                                      |                                |       |                       |                                                                                  |
| 9 oktober WK-kwalificatie Groep G № 166 «onderlinge duels» 20:45 uur | Israël                         | 2 – 1 | Liechtenstein         | Teddystadion, Jeruzalem Toeschouwers: 9.000 Scheidsrechter: Clayton Pisani (MLT) |
| 9 oktober WK-kwalificatie Groep G № 166 «onderlinge duels» 20:45 uur | Tomer Hemed 3' Tomer Hemed 16' |       | 49' Maximilian Göppel | Teddystadion, Jeruzalem Toeschouwers: 9.000 Scheidsrechter: Clayton Pisani (MLT) |

|                                                                        |               |                                                                              |        |                                                                              |
| 12 november WK-kwalificatie Groep G № 167 «onderlinge duels» 20:45 uur | Liechtenstein | 0 – 4                                                                        | Italië | Rheinparkstadion, Vaduz Toeschouwers: 5.864 Scheidsrechter: Ivan Bebek (CRO) |
| 12 november WK-kwalificatie Groep G № 167 «onderlinge duels» 20:45 uur |               | 11' Andrea Belotti 12' Ciro Immobile 32' Antonio Candreva 44' Andrea Belotti |        | Rheinparkstadion, Vaduz Toeschouwers: 5.864 Scheidsrechter: Ivan Bebek (CRO) |

### 2017
|                                                                     |               |                                                               |           |                                                                                   |
| 24 maart WK-kwalificatie Groep G № 168 «onderlinge duels» 20:45 uur | Liechtenstein | 0 – 3                                                         | Macedonië | Rheinparkstadion, Vaduz Toeschouwers: 4.517 Scheidsrechter: Jonathan Lardot (BEL) |
| 24 maart WK-kwalificatie Groep G № 168 «onderlinge duels» 20:45 uur |               | 43' Boban Nikolov 68' Ilija Nestorovski 73' Ilija Nestorovski |           | Rheinparkstadion, Vaduz Toeschouwers: 4.517 Scheidsrechter: Jonathan Lardot (BEL) |

|                                                   |                    |       |                    |                                                                                   |
| 6 juni Vriendschappelijk № 169 «onderlinge duels» | Finland            | 1 – 1 | Liechtenstein      | Veritasstadion, Turku Toeschouwers: 5.460 Scheidsrechter: Mohammed Al-Hakim (SWE) |
| 6 juni Vriendschappelijk № 169 «onderlinge duels» | Mehmet Hetemaj 17' |       | 62' Nicolas Hasler | Veritasstadion, Turku Toeschouwers: 5.460 Scheidsrechter: Mohammed Al-Hakim (SWE) |

|                                                                    |                                                                                                   |       |               |                                                                              |
| 11 juni WK-kwalificatie Groep G № 170 «onderlinge duels» 20:45 uur | Italië                                                                                            | 5 – 0 | Liechtenstein | Stadio Friuli, Udine Toeschouwers: 21.000 Scheidsrechter: Kevin Clancy (SCO) |
| 11 juni WK-kwalificatie Groep G № 170 «onderlinge duels» 20:45 uur | Lorenzo Insigne 35' Andrea Belotti 52' Éder 74' Federico Bernardeschi 82' Manolo Gabbiadini 90+1' |       |               | Stadio Friuli, Udine Toeschouwers: 21.000 Scheidsrechter: Kevin Clancy (SCO) |

|                                                                        |                                 |       |               |                                                                                    |
| 2 september WK-kwalificatie Groep G № 171 «onderlinge duels» 18:00 uur | Albanië                         | 2 – 0 | Liechtenstein | Elbasan Arena, Elbasan Toeschouwers: 5.000 Scheidsrechter: Sergej Lapotsjkin (RUS) |
| 2 september WK-kwalificatie Groep G № 171 «onderlinge duels» 18:00 uur | Odise Roshi 54' Ansi Agolli 78' |       |               | Elbasan Arena, Elbasan Toeschouwers: 5.000 Scheidsrechter: Sergej Lapotsjkin (RUS) |

|                                                                        |               | |        |                                                                                   |
| 5 september WK-kwalificatie Groep G № 172 «onderlinge duels» 20:45 uur | Liechtenstein | 0 – 8 | Spanje | Rheinparkstadion, Vaduz Toeschouwers: 5.864 Scheidsrechter: Ivajlo Stojanov (BUL) |
| 5 september WK-kwalificatie Groep G № 172 «onderlinge duels» 20:45 uur |               | 3' Sergio Ramos 15' Álvaro Morata 16' Isco 39' David Silva 51' Iago Aspas 54' Álvaro Morata 63' Iago Aspas 89' (e.d.) Maximilian Göppel |        | Rheinparkstadion, Vaduz Toeschouwers: 5.864 Scheidsrechter: Ivajlo Stojanov (BUL) |

|                                                                      |               |                |        |                                                                                 |
| 6 oktober WK-kwalificatie Groep G № 173 «onderlinge duels» 20:45 uur | Liechtenstein | 0 – 1          | Israël | Rheinparkstadion, Vaduz Toeschouwers: 3.498 Scheidsrechter: Arnold Hunter (NIR) |
| 6 oktober WK-kwalificatie Groep G № 173 «onderlinge duels» 20:45 uur |               | 21' Eytan Tibi |        | Rheinparkstadion, Vaduz Toeschouwers: 3.498 Scheidsrechter: Arnold Hunter (NIR) |

|                                                                      |                                                                            |       |               |                                                                                    |
| 9 oktober WK-kwalificatie Groep G № 174 «onderlinge duels» 20:45 uur | Macedonië                                                                  | 4 – 0 | Liechtenstein | Mladoststadion, Strumica Toeschouwers: 6.000 Scheidsrechter: Laurent Kopriwa (LUX) |
| 9 oktober WK-kwalificatie Groep G № 174 «onderlinge duels» 20:45 uur | Visar Musliu 36' Aleksandar Trajkovski 38' Enis Bardi 67' Arijan Ademi 69' |       |               | Mladoststadion, Strumica Toeschouwers: 6.000 Scheidsrechter: Laurent Kopriwa (LUX) |

|                                                                  |                   |       |                                                   |                                                                        |
| 14 december Vriendschappelijk № 175 «onderlinge duels» 15:30 uur | Qatar             | 1 – 2 | Liechtenstein                                     | Al-Ahlystadion, Doha Toeschouwers: 50 Scheidsrechter: Ali Shaban (KUW) |
| 14 december Vriendschappelijk № 175 «onderlinge duels» 15:30 uur | Almoez Abdulla 6' |       | 29' Dennis Salanović 90' (pen.) Michele Polverino | Al-Ahlystadion, Doha Toeschouwers: 50 Scheidsrechter: Ali Shaban (KUW) |

### 2018
|                                                               |               |               |         |                                                                                 |
| 21 maart Vriendschappelijk № 176 «onderlinge duels» 18:00 uur | Liechtenstein | 0 – 1         | Andorra | Estádio Municipal, La Línea Toeschouwers: 200 Scheidsrechter: Rohit Saggi (NOR) |
| 21 maart Vriendschappelijk № 176 «onderlinge duels» 18:00 uur |               | 6' Marc Rebés |         | Estádio Municipal, La Línea Toeschouwers: 200 Scheidsrechter: Rohit Saggi (NOR) |

|                                                               |                                                                      |       |               |                                                                                                 |
| 25 maart Vriendschappelijk № 177 «onderlinge duels» 18:00 uur | Faeröer                                                              | 3 – 0 | Liechtenstein | Marbella Football Center, Marbella Toeschouwers: 100 Scheidsrechter: Markus Strömbergsson (SWE) |
| 25 maart Vriendschappelijk № 177 «onderlinge duels» 18:00 uur | Kaj Leo Bartalsstovu 12' Brandur Hendriksson 80' Sonni Nattestad 85' |       |               | Marbella Football Center, Marbella Toeschouwers: 100 Scheidsrechter: Markus Strömbergsson (SWE) |

|                                                                             |                                           |       |                      | |
| 6 september UEFA Nations League Groep D4 № 178 «onderlinge duels» 18:00 uur | Armenië                                   | 2 – 1 | Liechtenstein        | Republikeins Stadion Vazgen Sargsian, Jerevan Toeschouwers: 5.132 Scheidsrechter: Enea Jorgji (ALB) |
| 6 september UEFA Nations League Groep D4 № 178 «onderlinge duels» 18:00 uur | Marcos Pizzelli 30' Tigran Barseghyan 76' |       | 33' Sandro Wolfinger | Republikeins Stadion Vazgen Sargsian, Jerevan Toeschouwers: 5.132 Scheidsrechter: Enea Jorgji (ALB) |

|                                                                             |                                        |       |           |                                                                             |
| 9 september UEFA Nations League Groep D4 № 179 «onderlinge duels» 20:45 uur | Liechtenstein                          | 2 – 0 | Gibraltar | Rheinparkstadion, Vaduz Toeschouwers: 1.110 Scheidsrechter: Alan Sant (MLT) |
| 9 september UEFA Nations League Groep D4 № 179 «onderlinge duels» 20:45 uur | Dennis Salanović 32' Sandro Wieser 72' |       |           | Rheinparkstadion, Vaduz Toeschouwers: 1.110 Scheidsrechter: Alan Sant (MLT) |

|                                                                            |                                                                                         |       |                   |                                                                                  |
| 13 oktober UEFA Nations League Groep D4 № 180 «onderlinge duels» 20:45 uur | Macedonië                                                                               | 4 – 1 | Liechtenstein     | Telekom Arena, Skopje Toeschouwers: 8.100 Scheidsrechter: Roi Reinshreiber (ISR) |
| 13 oktober UEFA Nations League Groep D4 № 180 «onderlinge duels» 20:45 uur | Aleksandar Trajkovski 10' Aleksandar Trajkovski 30' Goran Pandev 36' Ezgjan Alioski 67' |       | 73' Seyhan Yildiz | Telekom Arena, Skopje Toeschouwers: 8.100 Scheidsrechter: Roi Reinshreiber (ISR) |

|                                                                            |                                         |       |                      |                                                                                        |
| 16 oktober UEFA Nations League Groep D4 № 181 «onderlinge duels» 20:45 uur | Gibraltar                               | 2 – 1 | Liechtenstein        | Victoriastadion, Gibraltar Toeschouwers: 2.000 Scheidsrechter: Vasilis Dimitriou (CYP) |
| 16 oktober UEFA Nations League Groep D4 № 181 «onderlinge duels» 20:45 uur | George Cabrera 61' Joseph Chipolina 66' |       | 15' Dennis Salanović | Victoriastadion, Gibraltar Toeschouwers: 2.000 Scheidsrechter: Vasilis Dimitriou (CYP) |

|                                                                             |               |                                         |           |                                                                                  |
| 16 november UEFA Nations League Groep D4 № 182 «onderlinge duels» 20:45 uur | Liechtenstein | 0 – 2                                   | Macedonië | Rheinparkstadion, Vaduz Toeschouwers: 2.116 Scheidsrechter: Petr Ardeleanu (CZE) |
| 16 november UEFA Nations League Groep D4 № 182 «onderlinge duels» 20:45 uur |               | 53' Enis Bardhi 90+1' Ilija Nestorovski |           | Rheinparkstadion, Vaduz Toeschouwers: 2.116 Scheidsrechter: Petr Ardeleanu (CZE) |

|                                                                             |                                      |       |                                            |                                                                                 |
| 19 november UEFA Nations League Groep D4 № 183 «onderlinge duels» 20:45 uur | Liechtenstein                        | 2 – 2 | Armenië                                    | Rheinparkstadion, Vaduz Toeschouwers: 1.166 Scheidsrechter: Alain Durieux (LUX) |
| 19 november UEFA Nations League Groep D4 № 183 «onderlinge duels» 20:45 uur | Marcel Büchel 44' Nicolas Hasler 47' |       | 9' Sargis Adamyan 85' Aleksandr Karapetyan | Rheinparkstadion, Vaduz Toeschouwers: 1.166 Scheidsrechter: Alain Durieux (LUX) |

### 2019
|                                                                     |               |                                             |             |                                                                                      |
| 23 maart EK-kwalificatie Groep J № 184 «onderlinge duels» 20:45 uur | Liechtenstein | 0 – 2                                       | Griekenland | Rheinparkstadion, Vaduz Toeschouwers: 27.111 Scheidsrechter: Alexandre Boucaut (BEL) |
| 23 maart EK-kwalificatie Groep J № 184 «onderlinge duels» 20:45 uur |               | 45+1' Kostas Fortounis 80' Anastasios Donis |             | Rheinparkstadion, Vaduz Toeschouwers: 27.111 Scheidsrechter: Alexandre Boucaut (BEL) |

|                                                                     | |       |               |                                                                                        |
| 26 maart EK-kwalificatie Groep J № 185 «onderlinge duels» 20:45 uur | Italië | 6 – 0 | Liechtenstein | Stadio Ennio Tardini, Parma Toeschouwers: 19.834 Scheidsrechter: Kirill Levnikov (RUS) |
| 26 maart EK-kwalificatie Groep J № 185 «onderlinge duels» 20:45 uur | Stefano Sensi 18' Marco Verratti 33' Fabio Quagliarella 36' Fabio Quagliarella 45+4' Moise Kean 71' Leonardo Pavoletti 77' |       |               | Stadio Ennio Tardini, Parma Toeschouwers: 19.834 Scheidsrechter: Kirill Levnikov (RUS) |

|                                                                   |                                                                      |       |               | |
| 8 juni EK-kwalificatie Groep J № 186 «onderlinge duels» 18:00 uur | Armenië                                                              | 3 – 0 | Liechtenstein | Republikeins Stadion Vazgen Sargsian, Jerevan Toeschouwers: 9.200 Scheidsrechter: Nikola Popov (BUL) |
| 8 juni EK-kwalificatie Groep J № 186 «onderlinge duels» 18:00 uur | Gevorg Ghazaryan 2' Aleksandr Karapetyan 18' Tigran Barseghyan 90+1' |       |               | Republikeins Stadion Vazgen Sargsian, Jerevan Toeschouwers: 9.200 Scheidsrechter: Nikola Popov (BUL) |

|                                                                    |               |                                      |         |                                                                             |
| 11 juni EK-kwalificatie Groep J № 187 «onderlinge duels» 20:45 uur | Liechtenstein | 0 – 2                                | Finland | Rheinparkstadion, Vaduz Toeschouwers: 2.160 Scheidsrechter: Jens Maae (DEN) |
| 11 juni EK-kwalificatie Groep J № 187 «onderlinge duels» 20:45 uur |               | 37' Teemu Pukki 57' Benjamin Källman |         | Rheinparkstadion, Vaduz Toeschouwers: 2.160 Scheidsrechter: Jens Maae (DEN) |

|                                                                        |                                                                                      |       |               |                                                                             |
| 5 september EK-kwalificatie Groep J № 188 «onderlinge duels» 20:45 uur | Bosnië en Herzegovina                                                                | 5 – 0 | Liechtenstein | Bilino Polje, Zenica Toeschouwers: 3.825 Scheidsrechter: Glenn Nyberg (SWE) |
| 5 september EK-kwalificatie Groep J № 188 «onderlinge duels» 20:45 uur | Amer Gojak 11' Andreas Malin 80' (e.d.) Edin Džeko 85' Edin Višća 88' Amer Gojak 89' |       |               | Bilino Polje, Zenica Toeschouwers: 3.825 Scheidsrechter: Glenn Nyberg (SWE) |

|                                                                        |                      |       |                      | |
| 8 september EK-kwalificatie Groep J № 189 «onderlinge duels» 20:45 uur | Griekenland          | 1 – 1 | Liechtenstein        | Olympisch Stadion Spyridon Louis, Athene Toeschouwers: 3.445 Scheidsrechter: Alexander Harkam (AUT) |
| 8 september EK-kwalificatie Groep J № 189 «onderlinge duels» 20:45 uur | Giorgos Masouras 33' |       | 85' Dennis Salanović | Olympisch Stadion Spyridon Louis, Athene Toeschouwers: 3.445 Scheidsrechter: Alexander Harkam (AUT) |

|                                                                       |                 |       |                       |                                                                                 |
| 12 oktober EK-kwalificatie Groep J № 190 «onderlinge duels» 20:45 uur | Liechtenstein   | 1 – 1 | Armenië               | Rheinparkstadion, Vaduz Toeschouwers: 2.285 Scheidsrechter: István Kovács (ROU) |
| 12 oktober EK-kwalificatie Groep J № 190 «onderlinge duels» 20:45 uur | Yanik Frick 77' |       | 19' Tigran Barseghyan | Rheinparkstadion, Vaduz Toeschouwers: 2.285 Scheidsrechter: István Kovács (ROU) |

|                                                                       |               | |        |                                                                                    |
| 15 oktober EK-kwalificatie Groep J № 191 «onderlinge duels» 20:45 uur | Liechtenstein | 0 – 5 | Italië | Rheinparkstadion, Vaduz Toeschouwers: 5.084 Scheidsrechter: Andris Treimanis (LET) |
| 15 oktober EK-kwalificatie Groep J № 191 «onderlinge duels» 20:45 uur |               | 2' Federico Bernardeschi 70' Andrea Belotti 77' Alessio Romagnoli 82' Stephan El Shaarawy 90+2' Andrea Belotti |        | Rheinparkstadion, Vaduz Toeschouwers: 5.084 Scheidsrechter: Andris Treimanis (LET) |

|                                                                        |                                                    |       |               |                                                                                    |
| 15 november EK-kwalificatie Groep J № 192 «onderlinge duels» 18:00 uur | Finland                                            | 3 – 0 | Liechtenstein | Telia 5G Areena, Helsinki Toeschouwers: 9.739 Scheidsrechter: Benoît Bastien (FRA) |
| 15 november EK-kwalificatie Groep J № 192 «onderlinge duels» 18:00 uur | Jasse Tuominen 21' Teemu Pukki 64' Teemu Pukki 75' |       |               | Telia 5G Areena, Helsinki Toeschouwers: 9.739 Scheidsrechter: Benoît Bastien (FRA) |

|                                                                        |               |                                                   |                       |                                                                                 |
| 18 november EK-kwalificatie Groep J № 193 «onderlinge duels» 20:45 uur | Liechtenstein | 0 – 3                                             | Bosnië en Herzegovina | Rheinparkstadion, Vaduz Toeschouwers: 2.993 Scheidsrechter: Halis Özkahya (TUR) |
| 18 november EK-kwalificatie Groep J № 193 «onderlinge duels» 20:45 uur |               | 57' Eldar Čivić 64' Armin Hodžić 72' Armin Hodžić |                       | Rheinparkstadion, Vaduz Toeschouwers: 2.993 Scheidsrechter: Halis Özkahya (TUR) |

LFV · A-internationals · Bondscoaches · Statistieken · Liechtensteins vrouwenelftal · Liechtenstein U21 · Liechtenstein U19 · Liechtenstein U18 · Liechtenstein U17 · Liechtenstein U16
1980 – 1989 ·
1990 – 1999 ·
2000 – 2009 ·
2010 – 2019 ·
2020 − 2029
1981 · 
1982 · 
1983 · 
1984 · 
1985 · 
1986 · 
1987 · 
1988 · 
1989 · 
1990 · 
1991 · 
1992 · 
1993 · 
1994 · 
1995 · 
1996 · 
1997 · 
1998 · 
1999 · 
2000 · 
2001 · 
2002 · 
2003 · 
2004 · 
2005 · 
2006 · 
2007 · 
2008 · 
2009 · 
2010 · 
2011 · 
2012 ·
2013 ·
2014 ·
2015 ·
2016 ·
2017 ·
2018 ·
2019 ·
2020 ·
2021 ·
2022 ·
2023 ·
2024
Albanië ·
Andorra ·
Armenië ·
Australië ·
Azerbeidzjan ·
België ·
Bosnië en Herzegovina ·
China ·
Denemarken ·
Duitsland ·
Engeland ·
Estland ·
Faeröer ·
Finland ·
Georgië ·
Gibraltar ·
Griekenland ·
Hongarije ·
Hongkong ·
Ierland ·
IJsland ·
Indonesië ·
Israël ·
Italië · 
Kaapverdië ·
Kroatië ·
Letland ·
Litouwen ·
Luxemburg ·
Malta ·
Moldavië ·
Montenegro ·
Nederland ·
Noord-Ierland ·
Noord-Macedonië ·
Oostenrijk ·
Polen ·
Portugal ·
Qatar ·
Roemenië ·
Rusland ·
San Marino ·
Saoedi-Arabië ·
Schotland ·
Slowakije ·
Spanje ·
Thailand ·
Togo ·
Tsjechië ·
Turkije ·
Verenigde Staten ·
Wales ·
Wit-Rusland ·
Zweden ·
Zwitserland
AFC-zone: Afghanistan · Australië · Bahrein · Bangladesh · Bhutan · Brunei · Cambodja · China · Chinees Taipei · Filipijnen · Guam · Hongkong · India · Indonesië · Iran · Irak · Japan · Jemen · Jordanië · Koeweit · Kirgizië · Laos · Libanon · Macau · Maleisië · Maldiven · Mongolië · Myanmar · Nepal · Noord-Korea · Oezbekistan · Oman · Oost-Timor · Pakistan · Palestina · Qatar · Saoedi-Arabië · Singapore · Sri Lanka · Syrië · Tadjikistan · Thailand · Turkmenistan · Verenigde Arabische Emiraten · Vietnam · Zuid-Korea

CAF-zone: Algerije · Angola · Benin · Botswana · Burkina Faso · Burundi · Centraal-Afrikaanse Republiek · Comoren · Congo-Brazzaville · Congo-Kinshasa · Djibouti · Egypte · Equatoriaal-Guinea · Eritrea · Ethiopië · Gabon · Gambia · Ghana · Guinee · Guinee-Bissau · Ivoorkust · Kaapverdië · Kameroen · Kenia · Lesotho · Liberia · Libië · Madagaskar · Malawi · Mali · Mauritanië · Mauritius · Marokko · Mozambique · Namibië · Niger · Nigeria · Oeganda · Rwanda · Sao Tomé en Principe · Senegal · Seychellen · Sierra Leone · Soedan · Somalië · Swaziland · Tanzania · Togo · Tsjaad · Tunesië · Zambia · Zimbabwe · Zuid-Afrika · Zuid-Soedan 

CONCACAF-zone: Amerikaanse Maagdeneilanden · Anguilla · Antigua en Barbuda · Aruba · Bahama's · Barbados · Belize · Bermuda · Britse Maagdeneilanden · Canada · Kaaimaneilanden · Costa Rica · Cuba · Curaçao · Dominica · Dominicaanse Republiek · El Salvador · Frans Guyana · Grenada · Guadeloupe · Guatemala · Guyana · Haïti · Honduras · Jamaica · Martinique · Mexico · Montserrat · 
Nicaragua · Panama · Puerto Rico · Saint Kitts en Nevis · Saint Lucia · Saint Vincent en de Grenadines · Sint Maarten · Suriname · Trinidad en Tobago · Turks- en Caicoseilanden · Verenigde Staten

CONMEBOL-zone: Argentinië · Bolivia · Brazilië · Chili · Colombia · Ecuador · Paraguay · Peru · Uruguay · Venezuela

OFC-zone: Amerikaans-Samoa · Cookeilanden · Fiji · Nieuw-Caledonië · Nieuw-Zeeland · Papoea-Nieuw-Guinea · Samoa · Salomoneilanden · Tahiti · Tonga · Vanuatu

UEFA-zone: Albanië · Andorra · Armenië · Azerbeidzjan · België · Bosnië en Herzegovina · Bulgarije · Cyprus · Denemarken · Duitsland · Engeland · Estland · Faeröer · Finland · Frankrijk · Georgië · Gibraltar · Griekenland · Hongarije · IJsland · Ierland · Israël · Italië · Kazachstan · Kosovo · Kroatië · Letland · Liechtenstein · Litouwen · Luxemburg · Macedonië · Malta · Moldavië · Montenegro · Nederland · Noord-Ierland · Noorwegen · Oekraïne · Oostenrijk · Polen · Portugal · Roemenië · Rusland · San Marino · Schotland · Servië · Slovenië · Slowakije · Spanje · Tsjechië · Turkije · Wales · Wit-Rusland · Zweden · Zwitserland